# Fjälkinge landskommun
Fjälkinge landskommun var en tidigare kommun i dåvarande Kristianstads län.

## Administrativ historik
När 1862 års kommunalförordningar började gälla inrättades över hela landet cirka 2 400 landskommuner, de flesta bestående av en socken. Därutöver fanns 89 städer och 8 köpingar, som då blev egna kommuner.
Denna kommun bildades i Fjälkinge socken i Villands härad i Skåne.
Vid kommunreformen 1952 bildade den storkommun genom att de tidigare kommunerna Gustav Adolf, Ivö, Kiaby, Nymö, Rinkaby och Trolle-Ljungby gick upp i Fjälkinge.
År 1971 gick hela området upp i Kristianstads kommun.
Kommunkoden 1952-1970 var 1115.

### Kyrklig tillhörighet
I kyrkligt hänseende tillhörde kommunen Fjälkinge församling. Den 1 januari 1952 tillkom församlingarna Gustav Adolf, Ivö, Kiaby, Nymö, Rinkaby och Trolle-Ljungby.

## Geografi
Fjälkinge landskommun omfattade den 1 januari 1952 en areal av 206,90 km², varav 159,49 km² land.

### Tätorter i kommunen 1960
| Tätort          | Folkmängd |
| --------------- | --------- |
| Fjälkinge       | 815       |
| Rinkaby         | 533       |
| Håslöv, del ava | 422       |
| Nymö            | 229       |
| Vanneberga      | 218       |
| Bäckaskog       | 202       |

Tätortsgraden i kommunen var den 1 november 1960 45,1 procent.

## Politik

### Mandatfördelning i valen 1938-1966
| 12 | 2 | 4 | 2 |

| 20 |

| 13 | 7 |

| 19 |

| 13 | 3 | 3 | 1 |

| 18 |

| 24 | 6 | 7 | 3 |

| 36 |

|  | 22 | 6 | 7 | 4 |

| 37 |

| 21 | 8 | 6 | 5 |

| 38 |

| 23 | 8 | 5 | 4 |

| 39 |

| 22 | 9 | 5 | 4 |

| 37 |